# Центральная — Ирмино
«Центральная - Ирмино» — закрытая каменноугольная шахта в городе Ирмино Стахановского горсовета Луганской области.

## История
Шахта Ирминского рудника была заложена на рубеже XIX - XX вв. в Российской империи.
В ночь с 30 на 31 августа 1935 года на шахте «Центральная - Ирмино» Алексей Стаханов установил мировой рекорд производительности труда на отбойном молотке, нарубив за 5 часов 45 минут 102 тонны угля, перевыполнив норму в 14 раз. После этого шахта получила известность, именно здесь началось стахановское движение. В 1936 году шахта получила новое название (шахта имени И. В. Сталина).
Шахта находилась в ведении треста «Кадиевуголь».
Во время Великой Отечественной войны и немецкой оккупации Донбасса шахта была повреждена, но затем была восстановлена. В 1962 году она получила новое название - шахта имени XXII съезда КПСС.
В 1980-е годы шахта имени XXII съезда КПСС являлась крупнейшим предприятием Теплогорска.
После провозглашения независимости Украины, в 1992 году шахта была ещё раз переименована и в 1995 году - закрыта.

## Дополнительная информация
- в советское время в городе Стаханов был создан музей истории шахты «Центральная - Ирмино» и стахановского движения.